# Bernard Mambéké-Boucher
Bernard Mambéké-Boucher, né le 2 février 1919 à Brazzaville et mort le 22 septembre 1990, est un homme politique, dirigeant sportif, sociologue et footballeur congolais (RC).

## Carrière
Bernard Mambéké-Boucher joue au football au Club Athlétique Renaissance Aiglon Brazzaville et à l'Étoile du Congo ; il est surnommé Le Roi de la Plaine. 
Instituteur de formation, il collabore à la revue congolaise Liaison et est attaché de sociologie à l'Institut d'études centrafricaines de Brazzaville. 
Il se tourne vers la politique en 1955. Il est ministre congolais de l'Enseignement, de la Jeunesse et des Sports au sein du Conseil du gouvernement du Moyen-Congo de 1957 à 1959 et député à l'Assemblée nationale de 1960 à 1963. Il contribue à l'organisation des Jeux africains de 1965 et est président de la Fédération congolaise de football dans les années 1970. 
Il reçoit la médaille d'argent de l'Ordre olympique en 1990.